# 永和乡 (石棉县)
永和乡，是中华人民共和国四川省雅安市石棉县下辖的一个乡镇级行政单位。

## 行政区划
永和乡下辖以下地区：
玉龙村、大堡村、大林村和白马村。